# Walajapet
Walajapet là một thành phố và khu đô thị của quận Vellore thuộc bang Tamil Nadu, Ấn Độ.

## Địa lý
Walajapet có vị trí 12°56′B 79°23′Đ / 12,93°B 79,38°Đ Nó có độ cao trung bình là 160 mét (524 feet).

## Nhân khẩu
Theo điều tra dân số năm 2001 của Ấn Độ, Walajapet có dân số 29.472 người. Phái nam chiếm 50% tổng số dân và phái nữ chiếm 50%. Walajapet có tỷ lệ 75% biết đọc biết viết, cao hơn tỷ lệ trung bình toàn quốc là 59,5%: tỷ lệ cho phái nam là 81%, và tỷ lệ cho phái nữ là 68%. Tại Walajapet, 11% dân số nhỏ hơn 6 tuổi.